# 밀란 만다라치

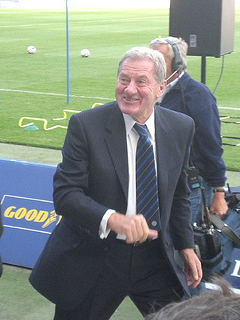

밀란 만다라치(Milan Mandarić, 1938년 9월 5일 ~ )는 영국 축구 클럽 레스터 시터의 과거 구단주이다. 2011년에 면세점 기업 King Power에게 경영권을 넘긴다.